# المعهد العالي للفنون والحرف بسليانة
المعهد العالي للفنون والحرف بسليانة هو إحدى مؤسّسات التّعليم العالي بتونس، تابع ل جامعة جندوبة، يقع بشارع 13 أوت 1956 بمدينة سليانة وتم انشاؤه سنة 2004 .
الاجازات التي تُدرس فيه الإجازة التطبيقية في الفنون التشكيلية، الإجازة التطبيقية في التصميم والماجستير المهني في المصوغ والخشب.